# La Caille foldingue
Pour plus de détails, voir Fiche technique et Distribution.
La Caille foldingue (titre original : The Crackpot Quail) est un court métrage d'animation américain de la série Merrie Melodies, réalisé par Tex Avery, sorti en 1941.
Produit par Leon Schlesinger Studios et distribué par Warner Bros., ce cartoon fait partie de la série Merrie Melodies

## Fiche technique
- Titre : La Caille foldingue
- Titre original :The Crackpot Quail
- Réalisation : Tex Avery
- Scénario : Rich Hogan
- Montage : Treg Brown
- Musique : Carl W. Stalling
- Son : Treg Brown
- Producteur : Leon Schlesinger
- Sociétés de production : Leon Schlesinger Studios
- Sociétés de distribution : Warner Bros Pictures
- Pays d'origine :  États-Unis
- Format : Couleur (Technicolor) — 35 mm — 1,37:1 — Son : Mono
- Genre : Film d'animation, Comédie
- Durée : 7 minutes
- Dates de sortie :
  -  États-Unis :  15 février 1941

## Distribution
- Mel Blanc : Quail (voix)
- Tex Avery : Willoughby (voix)